# Michael Urie
Michael Lorenzo Urie (ur. 8 sierpnia 1980 w Dallas) – amerykański aktor i producent filmowy. W serialu Brzydula Betty wcielił się w postać Marca St. Jamesa.

## Życiorys

### Wczesne lata
Urodził się w Dallas, w stanie Teksas. Jego matka miała pochodzenie włoskie, a ojciec – szkockie. Uczęszczał do Vines High School. W 1998 ukończył Plano Senior High School w Teksasie. W 2003 ukończył Juilliard School, gdzie w 2002 zdobył nagrodę Johna Housemana za wybitne osiągnięcia w teatrze.

### Kariera
Wystąpił w wielu produkcjach szekspirowskich, m.in. Tytus Andronikus, Otello, Sen nocy letniej czy Romeo i Julia. W 2009 odniósł sukces w roli Rudiego Gernreicha w sztuce off-broadwayowskiej The Temperamentals. Grywał też na Broadwayu. Swoje umiejętności aktorskie szkolił w bardzo prestiżowym Teatrze Quad C.
Ma za sobą dużą karierę w licznych teatrach. Występował między innymi na deskach teatru: Foundry Theater, Old Globe Theatre, Judith Shakespeare Theatre, The Folger Shakespeare Theatre, Hyde Park Theatre, Bottle Factory Theatre czy Barrington Stage. Jest producentem paru sztuk wystawianych na deskach teatru Four Players. Są to Like The Mountains oraz The Fantasticks, której jest reżyserem.
Na małym ekranie ogromną popularność przyniosła mu rola Marca St. Jamesa w serialu Brzydula Betty. Choć początkowo miał zagrać zaledwie w paru odcinkach, jego rola bardzo spodobała się publiczności i został w obsadzie na stałe. W serialu grał asystenta Wilhelminy Slater, a zarazem geja. Jego rola dwukrotnie została doceniona przez Gay & Lesbian Alliance Against Defamation, a Brzydula Betty był najlepszym serialem komediowym wybranym przez geje i lesbijki.

## Życie prywatne
W 2009 określił się na swojej stronie internetowej jako „członek społeczności LGBT”. W 2010 w wywiadzie dla „The Advocate” powiedział, że jest w związku z mężczyzną i identyfikuje się jako „queer”. W październiku 2008 związał się z Ryanem Spahnem.

## Filmografia
Filmy
- 2003: Dziewczyny z wyższych sfer (Uptown Girls) jako Pig Walker
- 2004: Kat Plus One (TV) jako Roger
- 2005: WTC View jako Eric
- 2008: Cziłała z Beverly Hills (Beverly Hills Chihuahua) jako Sebastian
- 2011: Lipna panna młoda (The Decoy Bride) jako Steve Korbitz
- 2013: Daleko ci do sławy jako reżyser
- 2021: Łabędzi śpiew jako Dustin

Seriale
- 2006–2010:Brzydula Betty (Ugly Betty) jako Marc St. James
- 2012: Partnerzy jako Louis McManus
- 2013: Rozpalić Cleveland jako Jeffery
- 2014: Współczesna rodzina jako Gavin Sinclair
- 2014–2016: Żona idealna jako Stephen Dinovera
- 2015: RuPaul’s Drag Race w roli samego siebie
- 2016–2021: Younger jako Redmond
- 2019: Sprawa idealna jako Stephen Dinovera
- 2019–2020: Prawie rodzina jako Nate